# Diskografie Ramones
Toto je diskografie punk rockové skupiny Ramones.

## Studiová alba
| Název               | Vydání             | Umístění v USA | Umístění ve Velké Británii |
| ------------------- | ------------------ | -------------- | -------------------------- |
| Ramones             | 23. dubna, 1976    | 111            | -                          |
| Leave Home          | 10. ledna, 1977    | 148            | 45                         |
| Rocket to Russia    | 4. listopadu, 1977 | 49             | 60                         |
| Road to Ruin        | 22. září, 1978     | 103            | 32                         |
| End of the Century  | 4. února, 1980     | 44             | 14                         |
| Pleasant Dreams     | 29. července, 1981 | 58             | -                          |
| Subterranean Jungle | únor, 1983         | 83             | -                          |
| Too Tough to Die    | říjen, 1984        | 172            | 63                         |
| Animal Boy          | květen, 1986       | 143            | 38                         |
| Halfway to Sanity   | 15. září, 1987     | 172            | 78                         |
| Brain Drain         | 18. květen, 1989   | 122            | 75                         |
| Mondo Bizarro       | 1. září, 1992      | 190            | 87                         |
| Acid Eaters         | prosinec, 1993     | 179            | -                          |
| ¡Adios Amigos!      | 18. července, 1995 | 148            | 62                         |

## Singly
| Rok  | Název                                                                | Album               | Umístění v USA | Umístění ve Velké Británii |
| ---- | -------------------------------------------------------------------- | ------------------- | -------------- | -------------------------- |
| 1976 | "Blitzkrieg Bop" b/w "Havana Affair"                                 | Ramones             | -              | -                          |
| 1976 | "I Wanna Be Your Boyfriend" b/w "I Don't Wanna Walk Around With You" | Ramones             | -              | -                          |
| 1977 | "I Remember You" b/w "California Sun"                                | Leave Home          | -              | -                          |
| 1977 | "Sheena Is a Punk Rocker" b/w "I Don't Care"                         | Rocket to Russia    | 81             | 22                         |
| 1977 | "Swallow My Pride" b/w "Pinhead"                                     | Leave Home          | -              | 36                         |
| 1977 | "Rockaway Beach" b/w "Babysitter"                                    | Rocket to Russia    | 66             | -                          |
| 1978 | "Do You Wanna Dance?" b/w "It's a Long Way Back to Germany"          | Rocket to Russia    | 86             | -                          |
| 1978 | "Don't Come Close" b/w "I Don't Want You"                            | Road to Ruin        | -              | 39                         |
| 1978 | "Needles and Pins" b/w "I Wanted Everything"                         | Road to Ruin        | -              | -                          |
| 1979 | "She's the One" b/w "I Wanna Be Sedated"                             | Road to Ruin        | -              | -                          |
| 1979 | "Rock 'n' Roll High School" b/w "I Want You Around"                  | End of the Century  | -              | 67                         |
| 1980 | "Baby, I Love You" b/w "High Risk Insurance"                         | End of the Century  | -              | 8                          |
| 1980 | "Do You Remember Rock 'n' Roll Radio?" b/w "Let's Go"                | End of the Century  | -              | 54                         |
| 1981 | "We Want the Airwaves" b/w "You Sound Like You're Sick"              | Pleasant Dreams     | -              | -                          |
| 1981 | "She's a Sensation" b/w "All's Quiet on the Eastern Front"           | Pleasant Dreams     | -              | -                          |
| 1983 | "Psycho Therapy" b/w "My-My Kind of a Girl"                          | Subterranean Jungle | -              | -                          |
| 1983 | "Time Has Come Today" b/w "Outsider"                                 | Subterranean Jungle | -              | -                          |
| 1984 | "Howling at the Moon (Sha-La-La)" b/w "Smash You"                    | Too Tough to Die    | -              | 85                         |
| 1985 | "Chasing the Night" b/w "Daytime Dilemma (Dangers of Love)"          | Too Tough to Die    | -              | 85                         |
| 1985 | "Bonzo Goes to Bitburg" b/w "Street Fighting Man"                    | Animal Boy          | -              | 81                         |
| 1986 | "Somebody Put Something in My Drink" b/w "Animal Boy"                | Animal Boy          | -              | 69                         |
| 1986 | "Something to Believe In" b/w "Love Kills"                           | Animal Boy          | -              | 69                         |
| 1986 | "Crummy Stuff" b/w "She Belongs to Me"                               | Animal Boy          | -              | 98                         |
| 1987 | "A Real Cool Time" b/w "Life Goes On"                                | Halfway to Sanity   | -              | 85                         |
| 1987 | "I Wanna Live" b/w "Merry Christmas (I Don't Want to Fight Tonight)" | Halfway to Sanity   | -              | -                          |
| 1989 | "Pet Sematary" b/w "All Screwed Up"                                  | Brain Drain         | -              | -                          |
| 1989 | "I Believe in Miracles" b/w "Zero Zero UFO"                          | Brain Drain         | -              | -                          |
| 1992 | "Poison Heart" b/w "Censorshit"                                      | Mondo Bizarro       | 98             | 69                         |
| 1992 | "Strength to Endure" b/w "The Ballad of Tipper Gore"                 | Mondo Bizarro       | -              | -                          |
| 1993 | "Touring" b/w "Cabbies on Crack"                                     | Mondo Bizarro       | -              | -                          |
| 1993 | "Journey to the Center of the Mind" b/w "Surfin' Safari"             | Acid Eaters         | -              | -                          |
| 1993 | "Substitute" b/w "Can't Seem to Make You Mine"                       | Acid Eaters         | -              | -                          |
| 1994 | "7 and 7 Is" b/w "Out of Time"                                       | Acid Eaters         | -              | -                          |
| 1995 | "I Don't Want to Grow Up" b/w "R.A.M.O.N.E.S."                       | ¡Adios Amigos!      | -              | -                          |

## Kompilační alba
- Ramones Mania (Největší hity z let 1976-1988), květen 1988
- All The Stuff (And More!) Volume 1, (První a druhé album a bonusy) květen 1990
- All The Stuff (And More!) Volume 2, (Třetí a čtvrté album a bonusy) září 1990
- Hey Ho! Let's Go: The Anthology, (Největší hity z let 1975–1996) červenec 1999
- Ramones Mania Vol. 2, (Největší hity z let 1989–1996) duben 2000
- Masters of Rock: Ramones, (Největší hity z let 1989–1995) srpen 2001
- Best of the Chrysalis Years, (Největší hity z let 1989–1995) květen 2002
- Loud, Fast Ramones: Their Toughest Hits, (Největší hity z let 1975–1996) říjen 2002
- The Chrysalis Years, (Poslední čtyři alba a Loco Live) prosinec 2002
- The Best of the Ramones, (Největší hity z let 1989–1995) květen 2004
- Weird Tales of the Ramones, srpen 2005
- Greatest Hits, (Největší hity z let 1976–1989) červen 2006

- We´re a Happy Family (2002), oficiální tribute, např. Rancid, Red Hot Chili Peppers, U2, Metallica a další

## Koncertní alba
- It's Alive, Duben 1979 – Nahráno 31. prosince 1977 v Rainbow Theatre v Londýně. (# 27 UK)
- Live, January 7 1978, at the Palladium, NYC (CD / Album)
- Loco Live, Březen 1992 – Náhráno v březnu 1991 v Barceloně ve Španělsku.
- Greatest Hits Live, Červen 1996 – Nahráno 29. února 1996 na akademii v New Yorku.
- We're Outta Here, Listopad 1997 – Záznam posledního koncertu Ramones, který se uskutečnil 6. srpna, 1996 v The Palace v Los Angeles.

## Film a video
- Rock 'n' Roll High School 1979
- Lifestyles of the Ramones 1990
- Simpsonovi – Epizoda „Medvídek“ 1993, zpívají „Hodně štéstí,zdraví!“ panu Burnsovi
- Ramones Around the World 1993
- We're Outta Here 1997
- The Ramones and I 2002
- End of the Century 2003
- Ramones: Raw 2004
- Ramones: The True Story 2005
- It's Alive 2007, průřez celou kariérou Ramones